# 후나이군

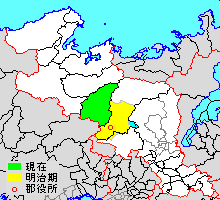
교토부 후나이군의 범위 (초록: 교탄바정, 하늘색: 다른 군에서 편입된 지역)

후나이군(일본어: 船井郡)은 일본 교토부의 중앙에 있는 군이다.
인구 11,537명, 면적 303.09km², 인구밀도 38.1명/km².(2025년 3월 1일, 추계인구)
이하 1정으로 구성된다.
- 교탄바정(京丹波町)

## 군역
1879년 행정 구역으로 발족 당시의 군역은, 위의 1정 외에 아래의 구역에 해당한다.
- 난탄시의 일부
- 가메오카시의 일부

## 역사
1897년 메이지 유신 때까지 단바국에 포함되어 있었다.
- 1879년 4월 10일 - 군구정촌 편제법이 교토부에서 시행되면서, 행정 구역으로 후나이군(船井郡)이 발족.

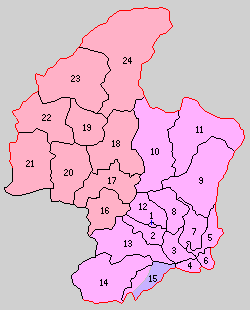
1.소노베정 2.소노베촌 3.요시토미촌 4.야기촌 5.도미노쇼촌 6.혼조촌 7.신조촌 8.가와베촌 9.세키촌 10.고마고촌 11.고카쇼촌 12.기리노쇼촌 13.마케촌 14.니시혼메촌 15.히가시혼메촌 16.다케노촌 17.슈치촌 18.다카하라촌 19.시쓰미촌 20.히노키야마촌 21.우메다촌 22.산노미야촌 23.가미와치촌 24.시모와치촌 (보라: 가메오카시, 분홍: 난탄시, 빨강: 교탄바정)

- 1889년 4월 1일 - 정촌제 시행으로, 아래의 정촌이 발족.(1정 23촌)
  - 소노베정(園部町): 현 난탄시
  - 소노베촌(園部村): 현 난탄시
  - 요시토미촌(吉富村): 현 난탄시
  - 야기촌(八木村): 현 난탄시
  - 도미노쇼촌(富庄村): 현 난탄시
  - 혼조촌(本荘村): 현 난탄시
  - 신조촌(新庄村): 현 난탄시
  - 가와베촌(川辺村): 현 난탄시
  - 세키촌(世木村): 현 난탄시
  - 고마고촌(胡麻郷村): 현 난탄시
  - 고카쇼촌(五ヶ荘村): 현 난탄시
  - 기리노쇼촌(桐ノ庄村): 현 난탄시
  - 마케촌(摩気村): 현 난탄시
  - 니시혼메촌(西本梅村): 현 난탄시
  - 히가시혼메촌(東本梅村): 현 가메오카시
  - 다케노촌(竹野村): 현 교탄바정
  - 슈치촌(須知村): 현 교탄바정
  - 다카하라촌(高原村): 현 교탄바정
  - 시쓰미촌(質美村): 현 교탄바정
  - 히노키야마촌(檜山村): 현 교탄바정
  - 우메다촌(梅田村): 현 교탄바정
  - 산노미야촌(三ノ宮村): 현 교탄바정
  - 가미와치촌(上和知村): 현 교탄바정
  - 시모와치촌(下和知村): 현 교탄바정
- 1894년 10월 10일 - 도미노쇼촌·혼조촌이 합병하여, 도미모토촌(富本村)이 발족.(1정 22촌)
- 1901년 7월 19일 - 슈치촌이 정제 시행으로 슈치정(須知町)이 됨.(2정 21촌)
- 1915년 1월 1일 - 야기촌이 정제 시행으로 야기정(八木町)이 됨.(3정 20촌)
- [1929년]] 4월 1일 - 소노베정·소노베촌·기리노쇼촌이 합병하여, 새로이 소노베정이 발족.(3정 18촌)
- 1951년 4월 1일(3정 10촌)
  - 요시토미촌·도미모토촌·신조촌이 야기정에 편입.
  - 다케노촌이 슈치정에 편입.
  - 히노키야마촌·우메다촌·산노미야촌·시쓰미촌이 합병하여, 미즈호촌(瑞穂村)이 발족.
  - 가와베촌이 소노베정에 편입.
- 1955년
  - 4월 1일(6정 3촌)
    - 슈치정·다카하라촌이 합병하여, 단바정(丹波町)이 발족.
    - 고카쇼촌·고마고촌·세키촌이 합병하여, 히요시정(日吉町)이 발족.
    - 가미와치촌·시모와치촌이 합병하여, 와치정(和知町)이 발족.
    - 야기정이 기타쿠와다군 가미요시촌을 편입.
    - 미즈호촌이 정제 시행으로 미즈호정(瑞穂町)이 됨.

  - 4월 20일 - 소노베정·마케촌·니시혼메촌이 합병하여, 새로이 소노베정이 발족.(6정 1촌)
- 1956년 9월 30일 - 히가시혼메촌이 가메오카시에 편입.(6정)
- 1958년 4월 1일 - 소노베정이 가메오카시의 일부를 편입.
- 2005년 10월 11일 - 단바정·와치정·미즈호정이 합병하여, 교탄바정(京丹波町)이 발족.(4정)
- 2006년 1월 1일 - 소노베정·야기정·히요시정이 기타쿠와다군 미야마정과 합병하여 난탄시(南丹市)가 발족, 군에서 이탈.(1정)